# بوهووو
بوهووو (به بلغاری: Buhovo) یک شهرک در بلغارستان است که در استان صوفیه سیتی واقع شده‌است.
 بوهووو  ۲٬۸۸۲ نفر جمعیت دارد و ۷۷۱ متر بالاتر از سطح دریا واقع شده‌است.